# پتر بوش
پتر سیلوستر بوش (هلندی: Peter Sylvester Bosz؛ زادهٔ ۲۱ نوامبر ۱۹۶۳) بازیکن فوتبال پیشین و سرمربی فوتبال اهل هلند است.
وی سرمربی فعلی باشگاه ورزشی پی‌اس‌وی آیندهوون است.
وی همچنین در تیم ملی فوتبال هلند بازی کرده‌است.